# Utricularia pubescens
Utricularia pubescens är en tätörtsväxtart som beskrevs av James Edward Smith. Utricularia pubescens ingår i släktet bläddror, och familjen tätörtsväxter. Inga underarter finns listade i Catalogue of Life.

## Bildgalleri

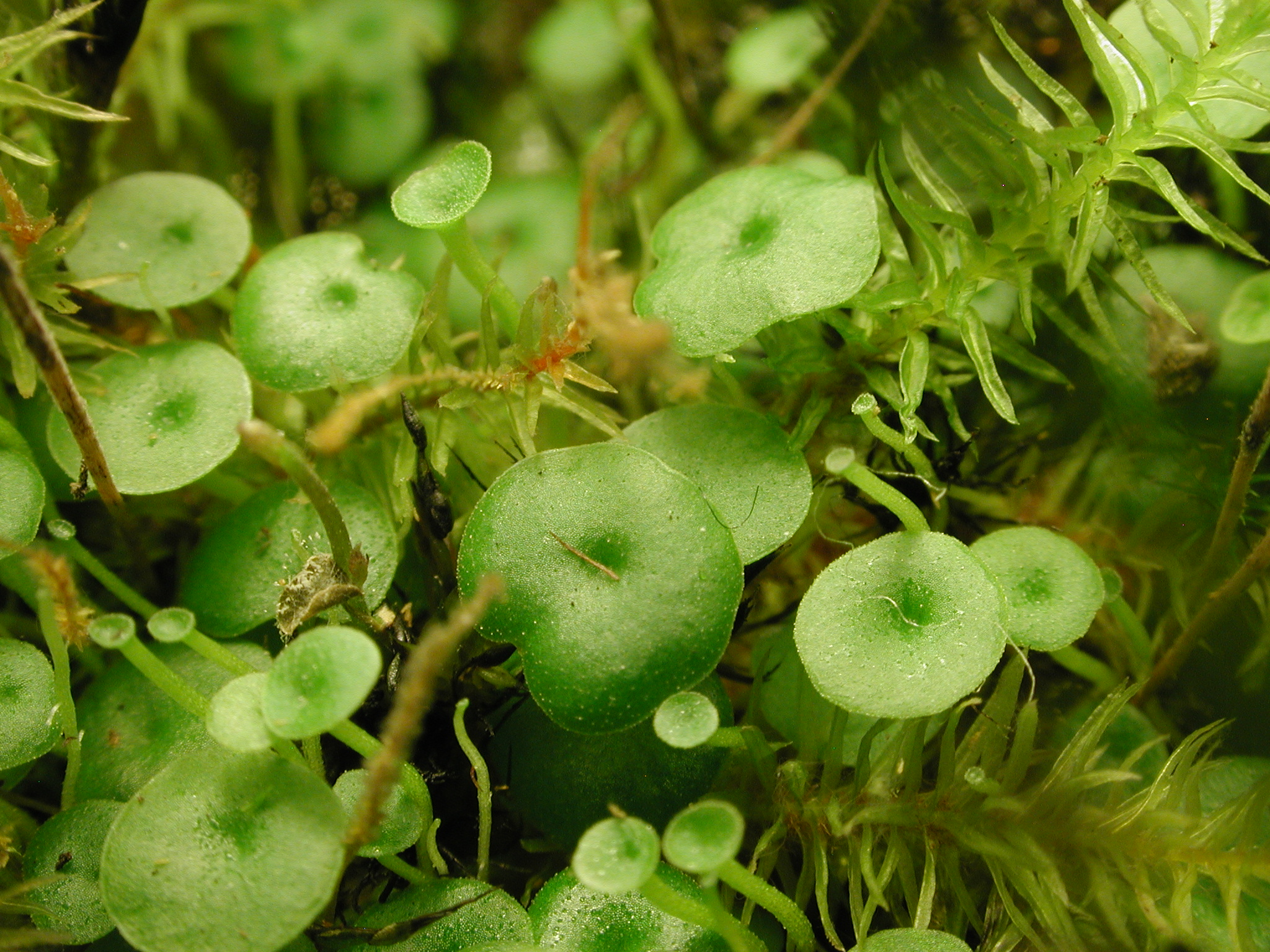